# 朱兹詹省
朱兹詹省（波斯語：د جوزجان ولاي）是阿富汗34個省份之一，位於阿富汗北部，與土庫曼斯坦接壤。朱茲詹省設有11個縣和數以百計的村落，人口約512,100人，是多民族聚居地，多為農民。朱茲詹省省會是希比爾甘。